# مادام کاملیا (فیلم ۱۹۱۵ سرنا)
مادام کاملیا (انگلیسی: The Lady of the Camellias) یک فیلم درام تاریخی ایتالیایی به کارگردانی گوستاوو سرنا است که در سال ۱۹۱۵ منتشر شد. این فیلم بر پایهٔ رمان مادام کاملیا اثر الکساندر دوما نوشته شده‌است.

## بازیگران
- کارلو بنتی
- فرانچسکا برتینی
- کامیلو د ریزو
- گوستاوو سرنا